# Dominique Busnot
Dominique Busnot est un « Père rédempteur » appartenant à l'ordre des Trinitaires, fondé pour le rachat des captifs chrétiens emmenés en esclavage par des pirates musulmans. 

## Vie
Cet ecclésiastique né à Rouen effectue plusieurs voyages au Maroc dont il tira divers ouvrages historiques destinés à convaincre les lecteurs d'aider financièrement au rachat des captifs chrétiens.
C'est après trois voyages au Maroc, effectués en 1704, 1708 et 1712 qu'il entreprend la rédaction de son ouvrage sur l'Histoire du règne de Mouley Ismael, roi de Maroc, Fez, Tafilet, Souz, etc..., publié en 1714. Au cours de ces trois voyages, il cherche, avec les pères Mercédaires et Trinitaires qui sont avec lui, à négocier la libération de quelque cent cinquante esclaves français qui se trouvent alors à Meknès. Son ouvrage relate ces négociations infructueuses et décrit Moulay Ismail comme un « roi sanguinaire », dans le contexte des enlèvements de chrétiens que mènent alors les pirates marocains.

## Œuvres
- Histoire du règne de Mouley Ismael, roi de Maroc, Fez, Tafilet, Souz, etc..., de la cruelle persécution que souffrent les esclaves chrétiens dans ses états avec le récit de trois voyages à Miquenez et Ceuta pour leur rédemption et plusieurs entretiens sur la tradition de l'Église pour leur soulagement. Rouen : chez G. Behourt, 1714. Édition récente sous le titre Histoire du règne de Moulay Ismaïl. Xavier Girard (éd.). Paris : Mercure de France, 2002.

- Relation de ce qui s'est passé dans les trois voyages que les religieux de l'ordre de Nostre-Dame de la Mercy ont faits dans les estats du Roy de Maroc, pour la rédemption des captifs en 1704, 1708 et 1712, par un des Pères députez pour la rédemption. Paris : A-U. Coustelier, 1724. 438 p.